# Pedra da fome

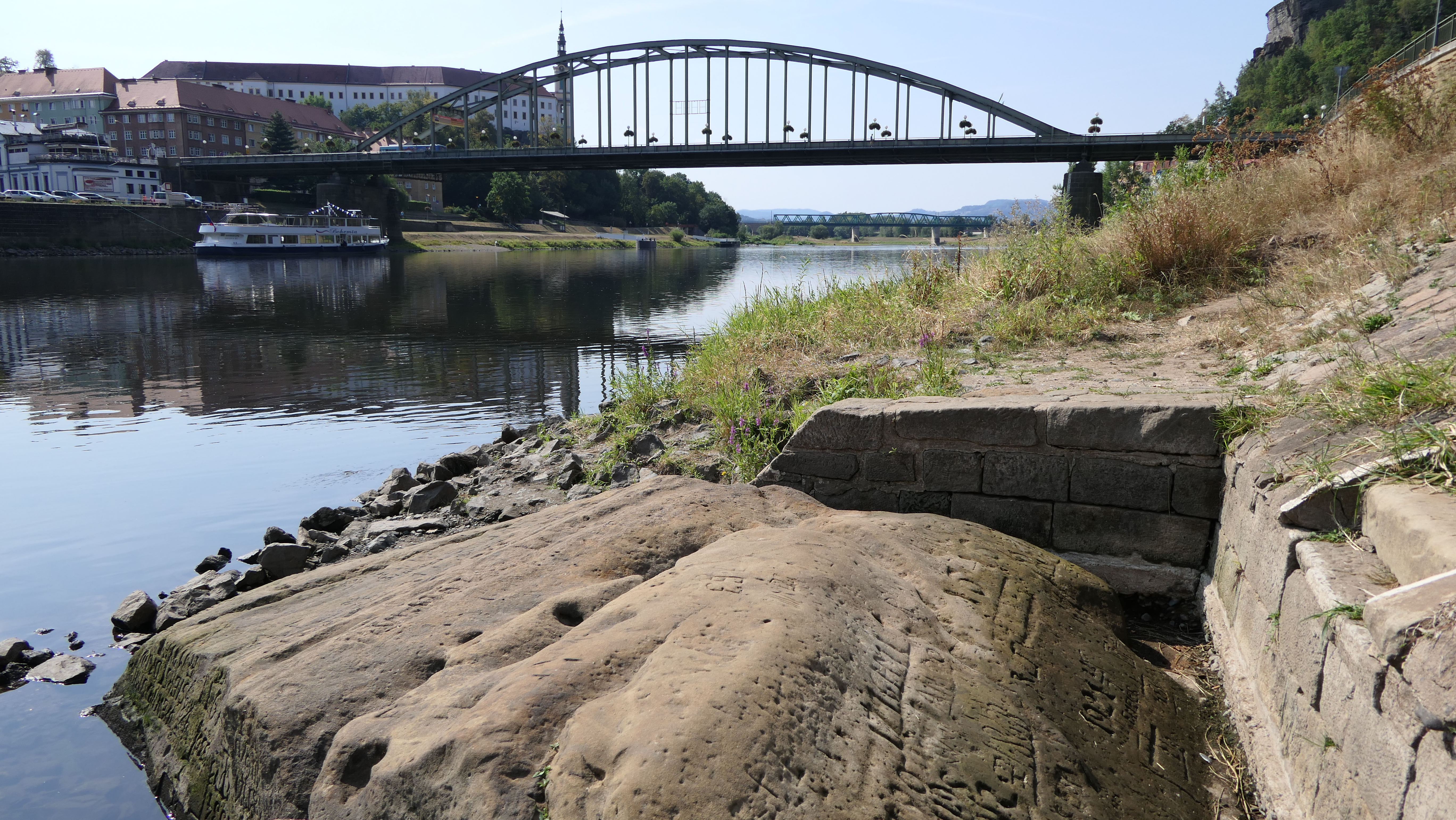
Uma pedra da fome no rio Elba em Děčín, República Checa

Uma pedra da fome (em alemão: HungersteinI) é um tipo de marco hidrológico comum na Europa Central. As pedras da fome servem como memoriais de fomes e avisos prévios de escassez e foram erguidas na Alemanha e assentamentos alemães por toda a Europa entre os séculos 15 e 19.
Essas pedras eram fincadas no leito de rios durante secas para marcar o nível da água e como um aviso às futuras gerações que passarão por dificuldades relacionadas à fome caso o nível da água abaixe até esse marco novamente. Um exemplo famoso no rio Elba em Děčín, na Republica Tcheca, tem inscrito nela como aviso: "Wenn du mich siehst, dann weine" (lit. "Se você me ver, chore").
Muitas dessas pedras, que apresentam marcações ou outro tipo de gravuras, foram erguidas logo após o surto de fome de 1816-1817 causado por erupções do vulcão Tambora.
Em 1918, uma pedra da fome no leito do rio Elba, próximo a Tetschen, ficou exposta durante um período de baixo nível do rio coincidente com a fome causada pelo período de guerra da Primeira Guerra Mundial. Pedras da fome similares foram descobertas novamente durante uma seca em 2018.

## Pedras da fome conhecidas
| Rio      | Localização                                                                  | Observações | Foto                                                           |
| -------- | ---------------------------------------------------------------------------- | --- | -------------------------------------------------------------- |
| Elba     | Děčín (Tetschen) margem esquerda, próximo à ponte Tyrs                       | A pedra mede aproximadamente 6 m³ e tem diversos anos de seca marcados nela. A marcação legível mais antiga é de 1616, com marcações mais antigas (1417 e 1473) que foram apagadas com o passar dos anos por barcos que ancoravam ali. A pedra também apresenta a frase em checo "Neplač holka, nenaříkej, když je sucho, pole stříkej“ " (lit. "Menina, não chore e resmungue, se estiver seco, regue o solo) possivelmente adicionada em 1938. Essa pedra da fome é um dos marcos hidrológicos mais antigo do rio Elba. | Hungerstein in Děčín                                           |
| Elba     | Tichlowitz próximo à Děčín                                                   | Pedra marcada com o número 1666 (Romano: MDCLXVI) |                                                                |
| Elba     | Tichlowitz próximo à Děčín                                                   | Pedra marcada com vários anos: 1892, 1903, 1904, 1911, 1928, 1963, 2015 etc. | Hungerstein in Techlovice                                      |
| Elba     | Dolní Žleb, parte de Děčín                                                   | Aproximadamente dez pedras com os seguintes anos marcados: 1842, 1868, 1892, 1904, 2015 | Hungerstein in Niedergrund                                     |
| Elba     | Schmilka, próximo a fronteira                                                | |                                                                |
| Elba     | Prossen, abaixo da antiga casa do condutor de trem                           | Cinco anos entre 1928 e 2015 estão marcados em uma placa de pedra torta |                                                                |
| Elba     | Königstein, próximo à vila                                                   | Ano 1681 marcado |                                                                |
| Elba     | Königstein, margem esquerda próximo ao rio Biela                             | Anos 1952, 2003 e 2015 marcados | Hungerstein in Königstein                                      |
| Elba     | Stadt Wehlen, distrito Pötzscha                                              | Ano 1868 marcado | Wehlener Hungerstein im Ortsteil Pötzscha                      |
| Elba     | Pirna, distrito de Oberposta, margem direita                                 | Segundo o arquivo da cidade, existia uma pedra com o ano 1115 marcado, mas sua localização não é mais conhecida. Próximo à Oberposta existe uma pedra com mais de quinze anos entre 1707 e 2015 marcados nela | Hungerstein in Pirna                                           |
| Elba     | Dresden-Pillnitz, próximo às escadas da esfinge ocidente do Castelo Pillnitz | Anos marcados: 1778, 1893, 1904, 2003, 2018. | Hungerstein in Pillnitz                                        |
| Elba     | Dresden-Laubegast                                                            | Anos marcados: 1893, 1899, 2003, 2015. | Hungersteine in Laubegast                                      |
| Elba     | Dresden-Tolkewitz, próximo à Rua 73 de Tolkewitzer                           | Ano marcado: 2016. | Tolkewitzer Hungerstein                                        |
| Elba     | Dresden-Blasewitz                                                            | Pedra de 2 m² localizada próxima ao quilometro 48,7 com os anos marcados: 1930, 1943, 1947, 1950 etc. |                                                                |
| Elba     | Radebeul-Kötzschenbroda, Próximo ao porto de barcos a vapor                  | Ano 1811 marcado | Radebeuler Hungerstein                                         |
| Elba     | Meissen                                                                      | Registrado por Johann Friedrich Usinus que foi avistada em 1746 com marcação do ano 1654 |                                                                |
| Elba     | Torgau, ao lado direito próximo à ponte caída                                | Pode ser vista com o nível do rio em ou abaixo de 50 cm | Hungersteine in Torgau                                         |
| Elba     | Schönebeck (Elba), próximo ao quilometro 311 na margem direita               | Medindo 1,5 por 1,5 por 2 metros e pesando 10 toneladas | Hungerstein in Schönebeck                                      |
| Elba     | Schönebeck (Elba), museu da cidade (originalmente no porto)                  | 47 cm em tamanho, ano marcado: 1904 | Hungerstein im Kreismuseum Schönebeck                          |
| Elba     | Westerhüsen, parte de Magdeburgo                                             | Veja Pedras da fome próximas a Westerhülsen [de] | Hungersteine bei Westerhüsen                                   |
| Elba     | Magdeburgo, Domfelsen                                                        | Formação de arenito vermelho próxima à Domfelsen, também chamada de Hungerfelsen (lit. "colina da fome"); marcação de agosto de 2018 | Domfelsen Magdeburg                                            |
| Elba     | Bleckede, próximo ao porto das balsas                                        | Quilometro 550. Gravada com a frase: "Geht dieser Stein unter, wird das Leben wieder bunter " (lit. Quando essa pedra afundar, a vida terá mais cores novamente) |                                                                |
| Moselle  | Traben-Trarbach-Litzig, margem esquerda                                      | |                                                                |
| Mündesee | Angermünde, ao norte da vila                                                 | |                                                                |
| Rhine    | Worms-Rheindürkheim, próximo ao quilometro 449,4 na margem esquerda          | Varias pedras, marcações de anos variando entre 1857 a 2009 | Hungerstein im September 2003 im Rhein bei Worms-Rheindürkheim |
| Weser    | Próximo a Hajen, na margem esquerda                                          | Arenito vermelho erodido pelo rio | Hajener Hungerstein                                            |
| Weser    | Würgassen                                                                    | Pedra da fome de 3 m³ com os seguintes anos marcados: 1800, 1840, 1842, 1847, 1850, 1857, 1858, 1859, 1865, 1874, 1876, 1881, 1911, 1922, 1934 e 1959 |                                                                |

## Anos comuns
| Ano  | Número de pedras da fome marcadas |
| ---- | --------------------------------- |
| 1115 | 1                                 |
| 1417 | 1                                 |
| 1461 | 1                                 |
| 1616 | 1                                 |
| 1654 | 1                                 |
| 1666 | 1                                 |
| 1681 | 1                                 |
| 1707 | 2                                 |
| 1746 | 1                                 |
| 1778 | 1                                 |
| 1790 | 1                                 |
| 1800 | 2                                 |
| 1811 | 2                                 |
| 1830 | 1                                 |
| 1840 | 1                                 |
| 1842 | 3                                 |
| 1847 | 1                                 |
| 1850 | 1                                 |
| 1857 | 2                                 |
| 1858 | 1                                 |
| 1859 | 1                                 |
| 1865 | 1                                 |
| 1868 | 2                                 |
| 1874 | 1                                 |
| 1876 | 1                                 |
| 1881 | 1                                 |
| 1892 | 3                                 |
| 1893 | 3                                 |
| 1899 | 1                                 |
| 1903 | 1                                 |
| 1904 | 5                                 |
| 1911 | 2                                 |
| 1921 | 2                                 |
| 1922 | 1                                 |
| 1928 | 2                                 |
| 1930 | 1                                 |
| 1934 | 1                                 |
| 1943 | 1                                 |
| 1947 | 2                                 |
| 1950 | 1                                 |
| 1952 | 1                                 |
| 1959 | 2                                 |
| 1963 | 3                                 |
| 1971 | 1                                 |
| 2003 | 3                                 |
| 2009 | 1                                 |
| 2015 | 7                                 |
| 2016 | 1                                 |
| 2018 | 6                                 |